# Enna Airgtheach
Enna Airgtheach ("ricco nell'argento" anche trascritto come Airgdech o Airgthech; fl. XIV-XI secolo a.C.) fu un leggendario re supremo d'Irlanda, figlio di Eochu Mumu.
Prese il potere dopo aver ucciso l'assassino del padre Óengus Olmucaid, nella battaglia di Carman. Fece scudi d'argento per i suoi uomini nell'Argatros. Regnò per 27-28 anni prima di essere ucciso dal nipote di Óengus Rothechtaid mac Main nella battaglia di Raigne. Nella cronologia di Geoffrey Keating Foras Feasa ar Éirinn data il suo regno negli anni 1032-1005 a.C., gli Annali dei Quattro Maestri negli anni 1537-1533 a.C.